# Jozef Lettrich
Jozef Lettrich (17. června 1905 Turčianske Teplice-Diviaky – 29. listopadu 1969 New York) byl slovenský a československý politik, poválečný poslanec Prozatímního Národního shromáždění za Demokratickou stranu, jejímž byl předsedou. Po roce 1948 působil jako exilový politik.

## Biografie

### Mládí a působení během SNP
Studoval na gymnáziu v Turčianském Svätém Martinu a na Právnické fakultě Univerzity Komenského v Bratislavě. V meziválečném období se angažoval v Republikánské straně zemědělského a malorolnického lidu (agrární strana).
Za druhé světové války provozoval advokátní praxi v Bratislavě a podílel se na odboji. V roce 1943 ze zapojil do porad mezi předáky komunistického a nekomunistického odboje a byl signatářem takzvané Vánoční dohody. Byl členem povstalecké Slovenské národní rady během Slovenského národního povstání a zasedal v jejím předsednictvu. Lettrichovi byl udělen Řád Slovenského národního povstání. V povstaleckém 1. Sboru pověřenců a 2. Sboru pověřenců byl o září do října 1944 pověřencem školství (v 1. Sboru pověřenců s ním tuto funkci společně zastával i Alexander Bahurinský).

### Předsedou Demokratické strany 1945–1948
V roce 1944 se podílel na vzniku Demokratické strany spojením různých nesocialistických proudů slovenského odboje. Na sjednocovacím sjezdu 17. září 1944 byl zvolen místopředsedou strany. Ve funkci byl potvrzen na sjezdu v dubnu 1945. Po válce patřil mezi nejvýznamnější slovenské politiky. Účastnil se v delegaci Slovenské národní rady, která 1. června 1945 jednala s prezidentem Edvardem Benešem a řešila mimo jiné postavení Slovenska v obnovené republice.
V červnu 1945 se politicky utkal s Jánem Ursínym o post předsedy Demokratické strany a 1. sjezd DS v červenci 1945 ho skutečně zvolil do čela strany. Ve funkci zůstal až do zániku strany v roce 1948. Po podepsání takzvané aprílové (dubnové) dohody na jaře 1946, kterou Demokratická strana vyšla programově i personálně vstříc katolickému politickému táboru a kterou Lettrich inicioval (byla podepsána u něj v bytě v Bratislavě), se stal členem užšího předsednictva strany. V rámci strany patřil k mladšímu křídlu, které bylo kritické vůči politice starší generace, kterou reprezentoval Vavro Šrobár.
Na podzim 1946 se v rámci Demokratické strany utvořila okolo Ivana Pietora frakce, která chtěla Lettricha sesadit z čela strany a nastolit smířlivější kurz vůči KSČ, jež po vítězství Demokratické strany ve volbách 1946 na Slovensku stupňovala své útoky na demokraty. Členové frakce neměli za cíl zničit stranu jako nezávislou sílu slovenské politiky ale spíš byli vedeni mylným přesvědčením, že agitace KSČ proti DS je cílena pouze na luteránsko-agrárnické křídlo. Pietorův pokus o zvrat byl každopádně neúspěšný. Kromě stranických postů zastával Lettrich i parlamentní funkce. V letech 1945–1946 byl poslancem Prozatímního Národního shromáždění za Demokratickou stranu. V parlamentu setrval do parlamentních voleb v roce 1946.
V srpnu 1945 byl delegáty národních výborů zvolen za poslance Slovenské národní rady. Na základě výsledků parlamentních voleb roku 1946 byl opětovně zvolen do Slovenské národní rady. V letech 1945–1948 byl předsedou Slovenské národní rady. Na mandát předsedy a poslance SNR rezignoval v březnu 1948.
Od roku 1946 sílil politický a později i justiční tlak slovenských komunistů na nekomunistické strany. Lettrich se v červnu 1946 v rozhlasovém projevu jasně vyslovil pro Československo, ale KSS stále upozorňovala na to, že Demokratická strana je napojena na ľudácké a separatistické skupiny. Argumentovali i shovívavostí Demokratické strany vůči prezidentovi slovenského státu Jozefu Tisovi. Lettrich ovšem zpětně postoj DS, která se přimlouvala za milost pro Tisa odsouzeného (a později popraveného) jako válečného zločince, vysvětloval tím, že strana nechtěla dále polarizovat česko-slovenské vztahy a vyhrocovat náboženské napětí. Zároveň prý nechtěl z Tisa udělat mučedníka. V roce 1947 krátce před Tisovou popravou nicméně Lettrich nenechal předsednictvo SNR hlasovat o případné žádosti o milost a celou věc postoupil centrálním úřadům. Později to jeho spolupracovníci zdůvodňovali spíše taktickými vnitrostranickými ohledy – v DS totiž působili exponenti komunistů (Milan Polák) a případné hlasování předsednictva SNR by jen odkrylo nejednotnost strany. 14. června 1946 ostře kritizoval Demokratickou stranu na zasedání Národní fronty český komunista Václav Kopecký za její snahy o zachovávání dědictví slovenského státu a za prosazování koncepce Československa jako pouhého soustátí. Historik Jan Rychlík soudí, že DS skutečně měla v poválečném období koncepci volnějšího, federativního svazku Čechů a Slováků, ale to nemuselo vůbec znamenat návaznost na ľudácký válečný režim. Samotný Lettrich předložil 17. června 1946 vlastní návrh státoprávního uspořádání, který mírně vycházel vstříc požadavkům českých stran na omezení pravomocí slovenských orgánů. Nicméně DS v tomto ohledu nezískala podporu a koncem června 1946 byla i přes její postoje prosazena takzvaná Třetí pražská dohoda, výrazně omezující kompetence Sboru pověřenců a Slovenské národní rady.
V roce 1947 se situace na Slovensku vyhrocovala, zároveň probíhaly práce na dojednávání nové ústavy Československa. Lettrich nejprve neoficiálně v únoru a pak formálně v dubnu 1947 v subkomisi právního výboru parlamentu předložil návrh DS na státoprávní uspořádání. Počítal se symetrickou federací (Česká národní rada i Slovenská národní rada) s celostátním parlamentem, který by měl taxativně vymezené pravomoce. Návrh nebyl přijat a koncem roku 1947 Demokratická strana navíc utrpěla silné mocenské ztráty. Kampaň slovenských komunistů proti DS vyvrcholila na podzim 1947, kdy byli někteří její přední politici obviněni z protistátních aktivit (Ján Kempný, Ján Ursíny, Miloš Bugár). V atmosféře tiskových kampaní, pouličních demonstrací a hrozeb si pak KSS vynutila na schůzce 9. listopadu 1947 s Lettrichem změnu silových poměrů ve Sboru pověřenců.

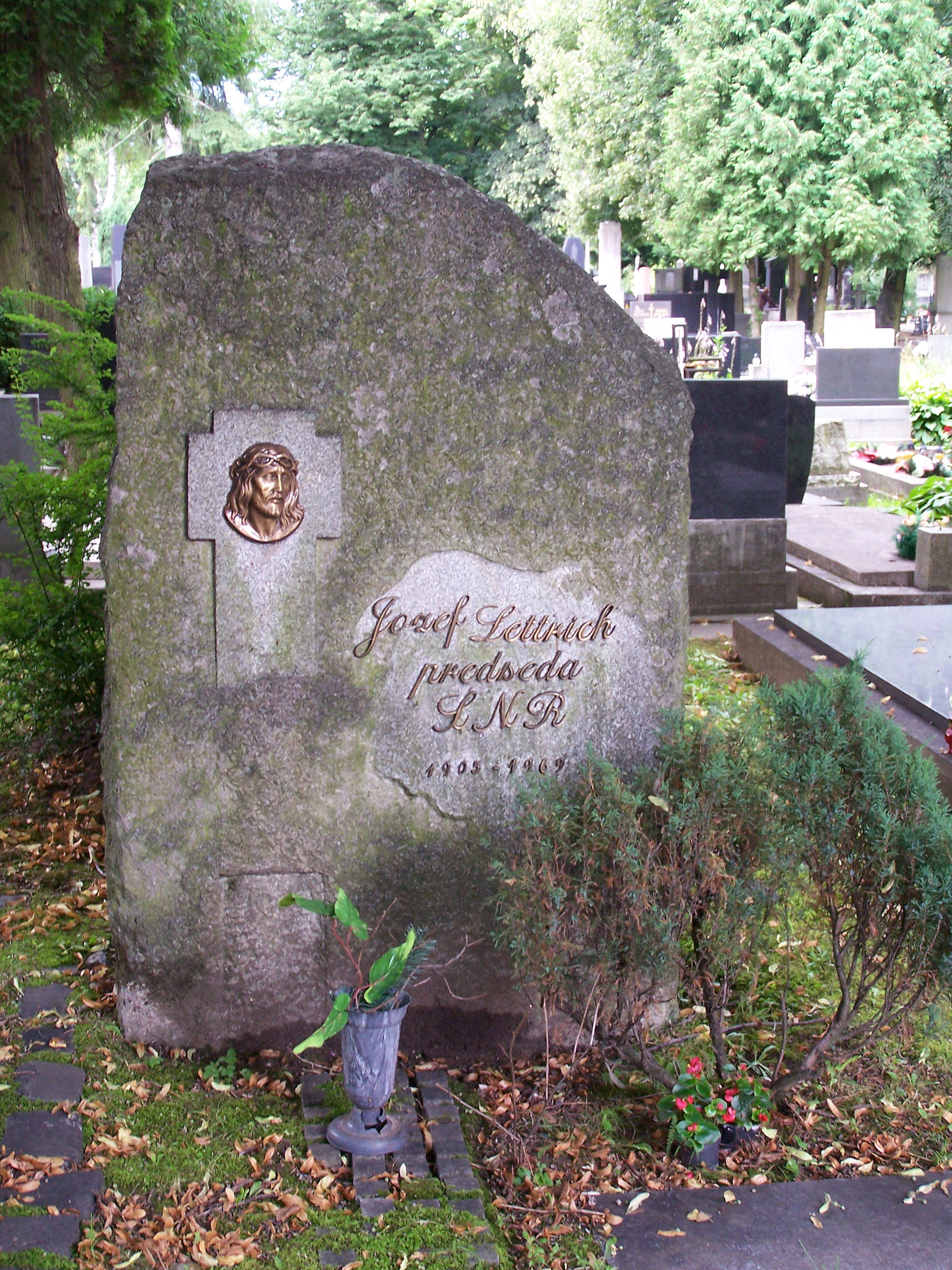
Lettrichův hrob na Národním hřbitově v Martině

Definitivní vítězství pak komunistům přinesl únorový převrat v roce 1948. 26. února 1948 byl Lettrich donucen k rezignaci na post předsedy SNR a jeho post obsadil komunista Karol Šmidke. Paradoxně, v roce 1950, v době vrcholícího frakčního boje v KSČ a KSS byli strůjci komunistického převratu na Slovensku Gustáv Husák a Karol Šmidke obviňováni z toho, že jejich poválečná politika byla nedůsledná a příliš se orientovala na koalici s Lettrichem a Ursínym.

### Exilovým politikem
Po převratu v roce 1948 byla Demokratická strana proměněna na Stranu slovenské obrody jako satelitní formaci závislou na KSČ. Lettrich patřil mezi skupinu funkcionářů Demokratické strany, kteří odešli do emigrace. Republiku opustil vlakem z Bratislavy a pak přes řeku Moravu počátkem března 1948. V exilu se angažoval v československém odboji, působil jako redaktor a vydavatel (list Demokratické strany nazvaný Čas vydávaný v letech 1949–1959 ve Washingtonu) a publikoval studie o moderních slovenských dějinách. V exilu organizoval Demokratickou stranu. Byl místopředsedou Rady svobodného Československa, přičemž při jednání o jejím složení vedl spor o paritu mezi českými a slovenskými zástupci. V roce 1961 po rozkolu v Radě vytvořil Výbor svobodného Československa a stal se jeho předsedou. Krátce předtím také roku 1962 založil organizaci nazvanou Stálá konference slovenských demokratických exulantů, která sídlila v Torontu (odmítala koncepci centralistického československého státu, ale nebyla zároveň orientována na slovenský separatismus). V čele této exilové organizace stál až do své smrti.
V roce 1991 mu byl in memoriam udělen Řád Tomáše Garrigua Masaryka.